# 진상
진상(進上)은 조선시대에 토산물을 바치던 일로, 본래 진상이란 공헌(貢獻)과 같은 뜻이다. 공납과는 다른 제도이나, 같은 것으로 보는 견해도 있다.
지방의 토산물을 바치는 것에는 공물(貢物)이라는 것도 있었으나, 공물이 세납(稅納)의 일종인 데 비하여, 진상이라고 하는 것은 국왕에 대한 지방관의 의례적인 헌납을 의미한다. 그것은 국왕의 어선(御膳)을 비롯하여 어물·과물(果物) 등 궁중의 제향용(祭享用) 식료품 등을 주로 하였으며, 이것 역시 주현에 배당되어 실제로는 민호(民戶)에게 징수하게 마련으로 공물과 다름이 없었다. 이와 같은 광범한 물종과 막대한 수량은 관부와 궁부의 항례적인 수요에 기준하여 책정되어서, 쉽게 변경되거나 감면되기 어려웠다. 대동법에 따라 공물을 미곡으로 대신 바치게 된 뒤에도 진상은 여전히 현물로 받아들였다.

## 진상의 종류
진상품을 마련하는 주체에 따라서;
- 관비진상(官備進上): 각관에서 직접 준비하여 진상
- 민비진상(民備進上), 정역호(定役戶): 각관의 민가에서 수취·상납하는 진상

진상의 목적에 따라서;
- 물선진상(物膳進上): 수라상에 올릴 음식 재료의 진상
  - 어선(御膳)[3], 소선(素膳: 고기나 생선이 들어 있지 아니한 반찬)
  - 축일공상(逐日供上)과 축삭공상(逐朔供上)=삭선(朔膳)·삭망(朔望)·월차진상(月次進上)
  - 별선(別膳)=별례진선(別例進膳), 도계(到界)·과체진상(瓜遞進上)
- 방물진상(方物進上): 지방관리가 바치던 그 고장의 특산물인 방물의 진상
  - 명일진상(名日進上), 명목진상(名目進上), 행행(行幸)·강무방물(講武方物), 칭경진하방물(稱慶陳賀方物: 경사를 축하하는 방물)
  - 진헌(進獻)[4]: 명·청나라에 바치는 진상. 정기 사행에서 연례방물(年例方物)과 임시 사행에서 별사방물(別使方物)
- 제향진상(祭享進上): 왕실의 제향에 사용할 물건의 진상
  - 전물진상(奠物進上): 중앙 각사에서 공상(供上)으로 마련한다.
  - 천신진상(薦新進上): 지방 각관에서 그때그때 새로 생산된 것을 진상한다. 조선 후기로 가면 사실상 제향진상은 천신진상으로만 충당하여, 제향천신(祭享薦新)으로 불리게 된다.
- 약재진상(藥材進上): 왕실에서 사용할 약재의 진상
- 응자진상(鷹子進上), 응방진상(鷹坊進上): 고려 후기 이래 설치된 응방(鷹坊)에서, 중국에 진헌(進獻)하거나 왕의 수렵에 사용하기 위하여 응골(鷹鶻: 매)을 진상하였다. 백성들이 매를 잡아서 바칠 경우 공역을 면제하였고, 그 매를 응방에 바쳤으므로 응방진상으로도 불렀다.

진상의 시기에 따라서;
- 월령진상(月令進上): 매월 정해진 날에 진상
- 연례진상(年例進上): 매년 정해진 날에 진상
- 삭선진상(朔膳進上): 매월 초하루에 진상
- 별례진상(別例進上): 그때그때 필요한 때에 진상을 요구

방물진상과 약재진상에서 지방관이 따로 구해서 올리지 않는다면, 대부분 정역호(定役戶)에서 직접 구하거나 만든 물품이 진상되었다. 방물은 관아에 소속된 공방이나 정역을 세습하는 민가에서 만들고, 약재는 약부(藥夫)라고도 불렀던 채약인(採藥人)이 정역호로서 채취하여 처리하여 진상하였다.
그밖에 조선왕조실록에서는 “궤유(饋遺)를 금하다”라는 표현이 나오는데, 이때 궤유는 음식이나 물건을 진상한다는 뜻이 되어 사실상 물선진상을 뜻한다.

## 같이 보기
- 대동법
- 공납

## 참고 문헌
- 이 문서에는 다음커뮤니케이션(현 카카오)에서 GFDL 또는 CC-SA 라이선스로 배포한 글로벌 세계대백과사전의 "〈경제체제의 해이〉" 항목을 기초로 작성된 글이 포함되어 있습니다.